# Oceano da Cruz

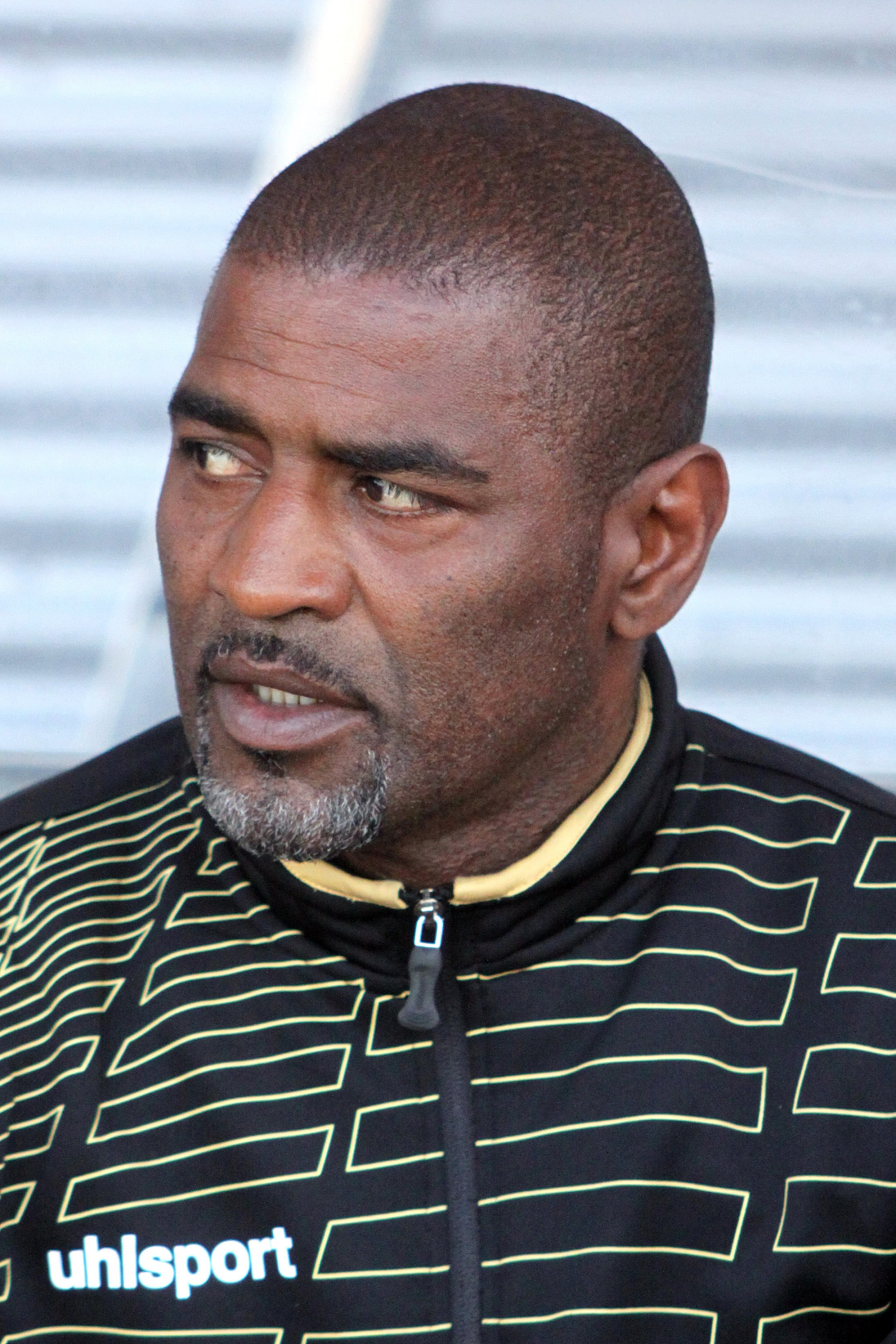
Oceano v bundě Uhlsport (2014)

Oceano Andrade da Cruz (* 29. července 1962, São Vicente, Kapverdy) známý jako Oceano je bývalý portugalský fotbalový záložník kapverdského původu a později fotbalový trenér.
Účastník EURA 1996 v Portugalsku.

## Klubová kariéra
- Almada CF 1976–1980 (mládežnický tým)
- Almada CF 1980–1982
- Odivelas FC 1982–1983
- CD Nacional 1983–1984
- Sporting Lisabon 1984–1991
- Real Sociedad 1991–1994
- Sporting Lisabon 1994–1998
- Toulouse FC 1998–1999

## Reprezentační kariéra
Reprezentoval Portugalsko. V A-týmu debutoval 30. ledna 1985 v přátelském zápase v Lisabonu proti Rumunsku (porážka 2:3). Celkem odehrál v letech 1985–1998 za portugalský národní tým 54 zápasů a vstřelil 8 gólů.
Zúčastnil se EURA 1996, kde Portugalci vypadli ve čtvrtfinále s Českou republikou po prohře 0:1.